# Jean Guillemont
Jean Guillemont, francoski general, * 1878, † 1939.